# Lijst van nummer 1-hits in Denemarken in 2012
Deze hits stonden in 2012 op nummer 1 in de Tracklisten Top 40, de bekendste hitlijst in Denemarken.
| Datum        | Artiest                    | Titel                                       |
| ------------ | -------------------------- | ------------------------------------------- |
| 6 januari    | Medina                     | Kl. 10                                      |
| 13 januari   | Donkeyboy                  | City boy                                    |
| 20 januari   | Donkeyboy                  | City boy                                    |
| 27 januari   | Donkeyboy                  | City boy                                    |
| 3 februari   | Soluna Samay               | Should've known better                      |
| 10 februari  | Gotye & Kimbra             | Somebody that I used to know                |
| 17 februari  | Gotye & Kimbra             | Somebody that I used to know                |
| 24 februari  | Gotye & Kimbra             | Somebody that I used to know                |
| 2 maart      | Gotye & Kimbra             | Somebody that I used to know                |
| 9 maart      | Gotye & Kimbra             | Somebody that I used to know                |
| 16 maart     | Gotye & Kimbra             | Somebody that I used to know                |
| 23 maart     | Gotye & Kimbra             | Somebody that I used to know                |
| 30 maart     | Ida                        | I can be                                    |
| 6 april      | Ida                        | I can be                                    |
| 13 april     | Ida                        | I can be                                    |
| 20 april     | Lukas Graham               | Drunk in the morning                        |
| 27 april     | Tacabro                    | Tacatá                                      |
| 4 mei        | Tacabro                    | Tacatá                                      |
| 11 mei       | Tacabro                    | Tacatá                                      |
| 18 mei       | Carly Rae Jepsen           | Call me maybe                               |
| 25 mei       | Shaka Loveless             | Tomgang                                     |
| 1 juni       | Loreen                     | Euphoria                                    |
| 8 juni       | Loreen                     | Euphoria                                    |
| 15 juni      | Loreen                     | Euphoria                                    |
| 22 juni      | Loreen                     | Euphoria                                    |
| 29 juni      | Carly Rae Jepsen           | Call me maybe                               |
| 6 juli       | Carly Rae Jepsen           | Call me maybe                               |
| 13 juli      | Joey Moe                   | Gi' mig                                     |
| 20 juli      | Specktors & Medina         | Lågsus                                      |
| 27 juli      | Muri & Mario               | Hun tog min guitar                          |
| 3 augustus   | Muri & Mario               | Hun tog min guitar                          |
| 10 augustus  | Alina Devecerski           | Flytta på dej!                              |
| 17 augustus  | L.O.C.                     | Helt min egen                               |
| 24 augustus  | Mads Langer                | Overgir mig langsomt                        |
| 31 augustus  | Mads Langer                | Overgir mig langsomt                        |
| 7 september  | Nephew                     | Hjertestarter                               |
| 14 september | PSY                        | Gangnam style                               |
| 21 september | PSY                        | Gangnam style                               |
| 28 september | PSY                        | Gangnam style                               |
| 5 oktober    | PSY                        | Gangnam style                               |
| 12 oktober   | PSY                        | Gangnam style                               |
| 19 oktober   | PSY                        | Gangnam style                               |
| 26 oktober   | PSY                        | Gangnam style                               |
| 2 november   | Lukas Graham               | Better than yourself (Criminal mind) Part 2 |
| 9 november   | Rihanna                    | Diamonds                                    |
| 16 november  | Rihanna                    | Diamonds                                    |
| 23 november  | Rihanna                    | Diamonds                                    |
| 30 november  | Rihanna                    | Diamonds                                    |
| 7 december   | Rihanna                    | Diamonds                                    |
| 14 december  | will.i.am & Britney Spears | Scream & shout                              |
| 21 december  | will.i.am & Britney Spears | Scream & shout                              |
| 28 december  | will.i.am & Britney Spears | Scream & shout                              |